# 陈店乡 (新县)
陈店乡，是中华人民共和国河南省信阳市新县下辖的一个乡镇级行政单位。

## 行政区划
陈店乡下辖以下地区：
细吴村、杜湾村、程七村、云山村、代岗村、高湾村、山背村、梅花村、胡子石村和王湾村。